# Guilherme Porto
Guilherme Porto (ur. 21 stycznia 1942 w Conceição do Rio Verde) – brazylijski duchowny rzymskokatolicki, w latach 1999-2017 biskup Sete Lagoas.

## Życiorys
Święcenia kapłańskie przyjął 7 sierpnia 1966. 15 lipca 1998 został prekonizowany koadiutorem diecezji Sete Lagoas. Sakrę biskupią otrzymał 12 października 1998. 27 października 1999 objął urząd ordynariusza. 20 września 2017 przeszedł na emeryturę.